# 宝兴过路黄
宝兴过路黄（学名：Lysimachia baoxingensis）为报春花科珍珠菜属的植物，是中国的特有植物。分布在中国大陆的四川等地，生长于海拔1,600米至2,000米的地区，多生在山坡草地路边，目前尚未由人工引种栽培。

## 异名
- Lysimachia pterantha Hemsl. var. baoxingensis Chen et C. M. Hu